# Le Gouverneur
Le Gouverneur est un personnage principal de la série télévisée The Walking Dead. Il est interprété par David Morrissey et doublé en version française par Nicolas Marié.

## Biographie fictive

### Saison 3
Tactique et autoritaire, le Gouverneur est l'antagoniste principal de la Saison 3 et de la première partie de la Saison 4. Il sait se faire obéir de ses hommes et sait convaincre ses interlocuteurs par la parole ou la force comme il le fera tout d'abord avec Andrea, puis par la suite en brutalisant Maggie. C'est un homme dérangé qui est le leader de la ville fortifiée de Woodbury. Les citadins ignorent ses sinistres motivations et beaucoup de ses lourds secrets, comme la garde de sa fille zombifiée, Penny, enfermée dans une cage, le rassemblement de têtes de rôdeurs dans des aquariums pour son propre amusement et entre autres l'ordre donné à ses hommes de prendre en embuscade et tuer des Gardes nationaux pour leur voler leurs provisions. On ne sait que très peu de choses sur lui en dehors de son identité. 
Le trait le plus dérangeant le concernant se trouve en réalité dans les romans officiels (dont les histoires ont lieu en parallèle de celles relatées dans les comic-books originaux). On y apprend qu'il se prénomme en réalité Brian, que Philip était autrefois son petit frère et donc Penny sa nièce sur laquelle il veillait en permanence tout en entretenant/réprimant une forme d'attirance incestueuse envers elle. On y découvre également un personnage plus tourmenté, tiraillé entre l'amour et la jalousie qu'il éprouve envers son cadet, ce dernier étant absolument aux antipodes de Brian : tandis que l'aîné est faible de constitution, seul et considéré comme un boulet par les standards sociétaux, le cadet est fort, bien entouré et stable dans sa vie. Cependant, après une série de mésaventures dans un monde infesté de zombies et la mort de Penny, Philip mourut sous les yeux de son frère aîné qui, afin de ne plus jamais être faible, prit alors l'identité et les souvenirs de son cadet avant d'abattre froidement (et surtout devant témoins) l'ancien dirigeant de Woodbury et prendre sa place.
Il a sauvé Merle Dixon alors que celui-ci se vidait de son sang après s'être coupé la main, et il l'emmena avec lui au sein de sa communauté de Woodbury, faisant de lui son lieutenant.
Ses alliés incluent ses lieutenants Merle et Martinez, aussi bien que le scientifique Milton, qu'il connaissait avant qu'il ne soit devenu "le Gouverneur". Il entretient une relation romantique avec Andrea.
Il entrepose les têtes des rôdeurs et des humains qu'il a tués dans une petite pièce fermée à clé de son appartement. Il garde aussi captive sa petite fille, Penny, qui a été transformée en rôdeur. Il se comporte comme un véritable père en la coiffant et en prenant soin d'elle.
Lors de l'assaut du groupe de Rick pour sauver Glenn et Maggie capturés par Merle, Michonne se venge de lui en tuant sa fille et en le blessant gravement à l’œil droit avec un éclat de verre, ayant l'intention de l'achever : il ne doit son salut qu'à l'intervention d'Andrea. Il perd l'usage de son œil et porte dorénavant un bandeau au-dessus de son orbite vide pour masquer sa blessure. Cela irrite le Gouverneur, qui jure de se venger du groupe de Rick.
Il rend Merle responsable des évènements survenus dans la communauté aux yeux de ses citoyens (Merle a revendiqué avoir tué Michonne mais il n'a pas réussi), faisant de lui un bouc émissaire pratique grâce à son lien de parenté avec Daryl : le Gouverneur les envoie tous deux dans l’arène de Woodbury à la fin de l'épisode Une vie de souffrance.
Après l'attaque lancée contre Woodbury, il propose une trêve à Rick, pendant que secrètement il planifie une embuscade contre lui. Il construit une armée parmi les citoyens de Woodbury pour se préparer contre une éventuelle attaque. Mais en réalité, il veut lancer une attaque contre la prison. Quand Andrea découvre ses vraies intentions, elle s'échappe de Woodbury pour avertir Rick, cependant il la capture et la garde dans sa chambre de torture. Il perd aussi la confiance de Milton quand il suppose que ce dernier a divulgué son plan à Andrea.
Quand Merle prend en embuscade son armée sur le lieu de rencontre où devait avoir lieu l'échange, il prend l'avantage et tue Merle.
Lors du dernier épisode de la troisième saison, il mène l'assaut contre la prison, qui s'avère totalement désertée. Lorsqu'il descend dans les cellules avec ses hommes, il tombe dans un piège préalablement conçu par Rick. Ils battent alors en retraite. Sur le chemin du retour, il tue la quasi-totalité de ses hommes, à qui il reproche d'avoir trop vite abandonné. Ceci fait, il disparaît avec seulement deux de ses hommes restants.

### Saison 4

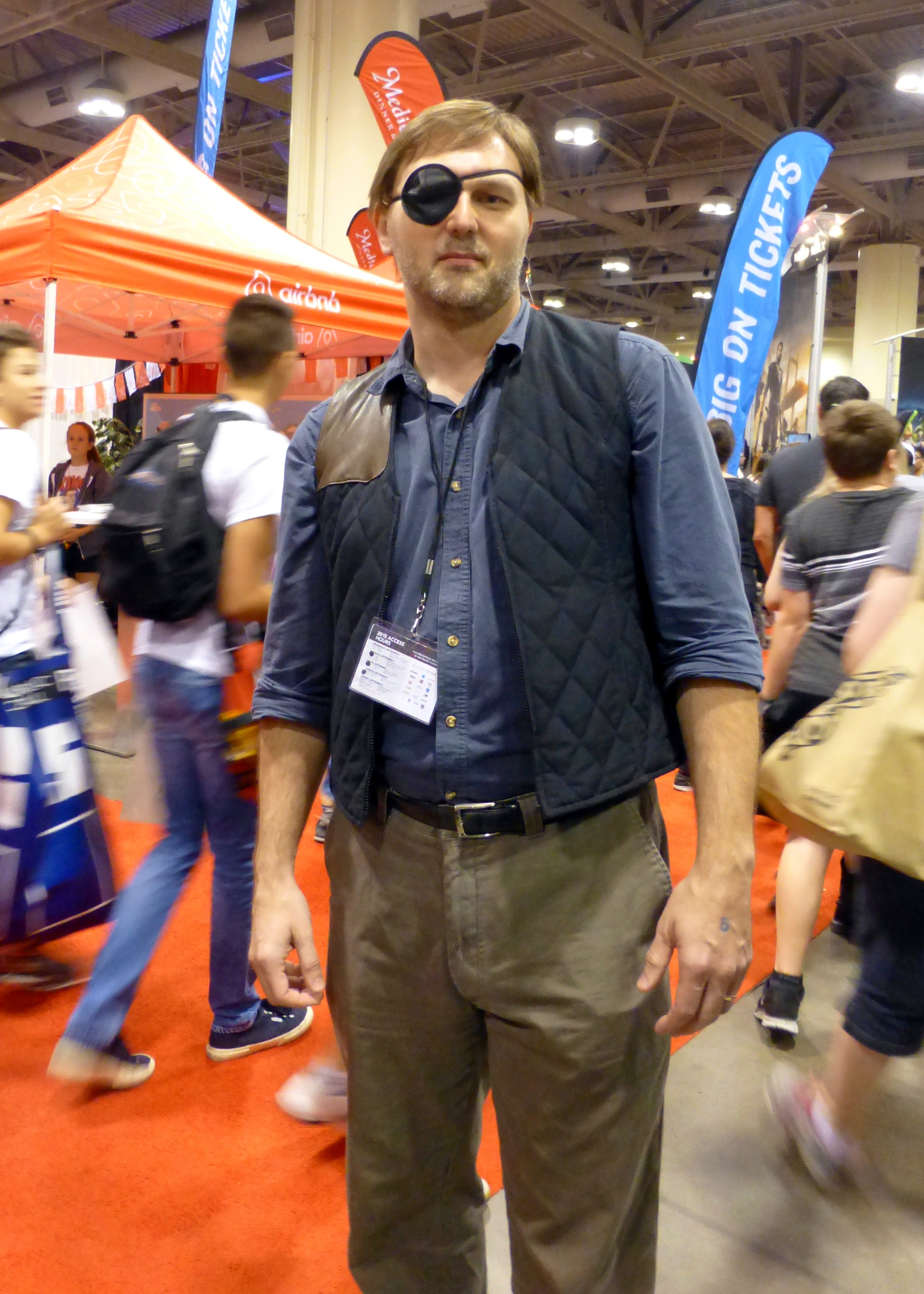
Cosplay du Gouverneur.

Il réapparaît tout à la fin de l'épisode Internement, observant la prison.
Lors de l'épisode Appât vivant qui marque le retour de Gouverneur, ce dernier est abandonné par Martinez et Shumpert, ses deux derniers hommes. Il se dirige alors vers Woodbury. Il détruit les portails et il brûle ce qui fut autrefois sa ville. Après cela, il se met à errer désespérément dans les villes. Il remarque alors une jeune fille à une fenêtre. En entrant dans l'immeuble, il fait la connaissance de Tara, Lilly, sa fille Meghan et son père David qui est atteint d'un cancer en phase terminale et il se présente sous le pseudonyme de Brian Heriot. Le lendemain, il manque de se faire tuer en rapportant une bouteille d'oxygène à la demande de Lilly. Finalement il s'attache à ce petit groupe. Après la mort du père de Lilly, ils prennent la route et ils sont attaqués par des mordeurs. En s'enfuyant, Brian et Meghan tombent dans un piège à mordeurs et ils sont retrouvés par Martinez qui fut autrefois son second. Le petit groupe est intégré au groupe de Martinez, mais Brian reprend peu à peu l'esprit qui faisait de lui le Gouverneur, et lors d'une partie de golf avec Martinez, il lui apprend que Shumpert est mort, tué par un mordeur. Brian assomme Martinez et le jette dans la fosse aux mordeurs. Après une sortie de chasse avec les frères Dolgen, deux membres du camp, il décide de partir mais il revient finalement sur sa décision. Il tue Pete, l'un des deux frères Dolgen et il convainc Mitch l'autre frère de l'aider à diriger le camp. Après l'attaque de Meghan par un mordeur et l'apparition de Pete transformé en zombie dans le lac où il l'a jeté, Brian explore la forêt et découvre la prison où se trouve le groupe de Rick.
Lors de l'épisode final mi-saison, le gouverneur prend en otage Hershel et Michonne alors qu'ils brûlent des cadavres de rôdeurs, il attaque la prison et veut que Rick et son groupe la quittent, Hershel et Michonne toujours en otage, alors que Rick dit qu'ils peuvent tous vivre dans la prison et que tout le monde, quoi qu'ils aient fait, peuvent changer et vivre ensemble, il traite Rick de menteur avant de trancher la tête de Hershel, Rick, pris de colère commence à tirer et le touche au bras. Alors que Rick et le gouverneur se battent, le gouverneur prend le dessus sur Rick et commence à l’étrangler, Michonne, qui s'est libérée, intervient et transperce le gouverneur de son sabre. Il finit par être abattu d'une balle dans la tête par Lilly.

### Saison 5
Il apparait dans l'épisode Ce qui s'est passé et le monde dans lequel on vit en tant qu'hallucination de Tyreese.